# Jacht balastowo-mieczowy

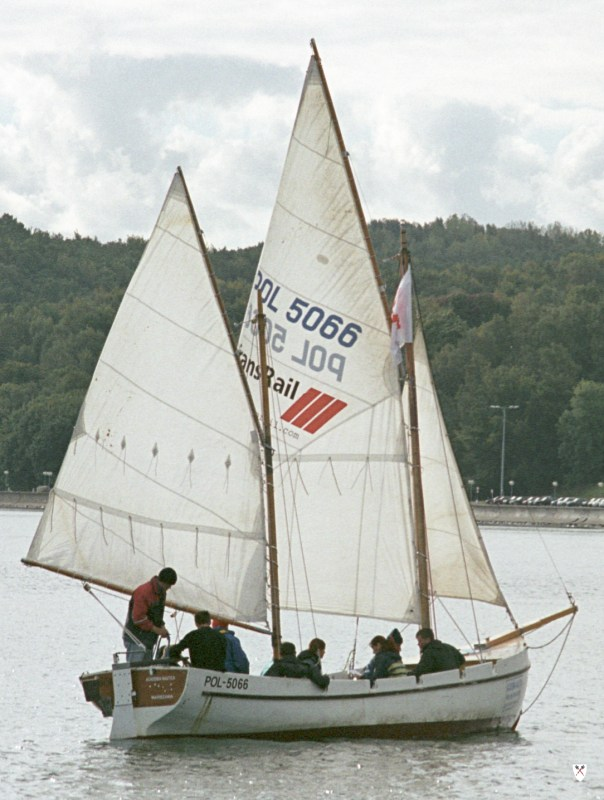
Dezeta jako balastowo-mieczowy jacht żaglowy

Przykładowy schemat budowy kadłuba jachtu balastowo-mieczowego widzianego z profilu (u góry) oraz przez przekrój poprzeczny (u dołu)

Jacht balastowo-mieczowy – jacht żaglowy wyposażony w stały balast oraz ruchomy miecz, łączący cechy konstrukcji jachtu balastowego i mieczowego.

## Historia i budowa
Jachty balastowo-mieczowe znane były już w czasach wielkich odkryć geograficznych. Posługiwali się nimi między innymi przemytnicy i piraci ze względu na znaczną zwrotność i szybkość tych jednostek. Początkowo były to łodzie mieczowe z balastem wewnętrznym.
W 1848 r. w stoczni J. F. Walsie w Nowym Jorku powstał 23-metrowy slup „Victorine”. Była to najszybsza łódź żaglowa na rzece Hudson. Równie skuteczne okazały się jednostki zaprojektowane przez E. Burgessa w 1885, 1886 oraz 1887 r., deklasując konkurencyjne łodzie w regatach o Puchar Ameryki. Ostatnim balastowo-mieczowym jachtem startującym w tym wyścigu był „Vigilant” skonstruowany przez Nathaniela Greena Herreshoffa. Do grupy łodzi balastowo-mieczowych należy również jol „Carina” zaprojektowany przez Philipa Rhodesa w 1950 r., słynny między innymi dzięki licznym zwycięstwom w regatach Transatlantic Race i Fastnet. O sprawności tego typu jednostek świadczą liczne regaty oceaniczne, czy wyprawy okołobiegunowe.
Inspirowani tym konstruktorzy pracowali nad coraz doskonalszymi systemami łączenia balastu i miecza. Ciekawą koncepcją wydają się być powstałe w latach 60. XX wieku jachty balastowe z dwoma mieczami pracującymi jeden za drugim w tzw. tandemie. Oprócz poprawienia stateczności kursowej pozwalały na przesuwanie środka bocznego oporu poprzez podnoszenie lub opuszczanie jednego z mieczy. Przykładem takiego rozwiązania jest polska konstrukcja A. Głębskiego oraz J. Strawińskiego – „Futuro”. Alternatywną koncepcją jest stalowa płetwa mieczowa obciążona ołowianym balastem w kształcie cygara. Niekonwencjonalnie zrealizowany jacht balastowo-mieczowy powstał w 1985 r. Wyposażony był w balast wewnętrzny oraz zaburtowe miecze holenderskie.
Do największych zalet jachtów balastowo-mieczowych należy zaliczyć mniejsze zanurzenie niż w przypadku jachtów balastowych, a co za tym idzie możliwość podejścia bliżej brzegu. Wadą ich konstrukcji jest większy ciężar niż jachtów balastowych oraz mniejsza stateczność poprzeczna. Waga miecza w jachtach balastowo-mieczowych dochodzi niekiedy do kilku ton. Obecność urządzenia do obsługi miecza stanowi dodatkowy element mogący ulec awarii.
Według niektórych opracowań do grupy jachtów balastowo-mieczowych zaliczane są również jednostki wyposażone w bulbkil oraz finkil, jednakże jest to sprzeczne z formułą pomiarową IOR (International Offshore Rule), zgodnie z którą mieczem nazywa się płetwę o wadze nie przekraczającej 5% wyporności jachtu.